# FLII

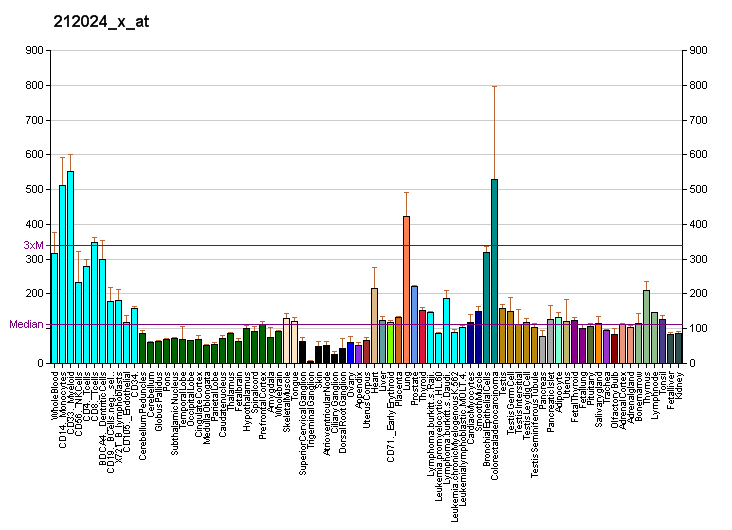
Patrón de expresión génica del gen FLII.

El homólogo de la proteína Flightless-1 es una proteína que en los humanos está codificada por el gen FLII .
Este gen codifica a una proteína con un dominio de unión a actina, similar a la gelsolina y un dominio de interacción proteína-proteína repetida, rica en leucina N-terminal. La proteína es similar a una proteína de Drosophila involucrada en la embriogénesis temprana y la organización estructural del músculo. El gen se encuentra dentro de la región del síndrome de Smith-Magenis en el cromosoma 17.

## Interacciones
Se ha demostrado que FLII interactúa con LRRFIP1 y la proteína que interactúa TRAF .